# ارتباطات زیست‌محیطی

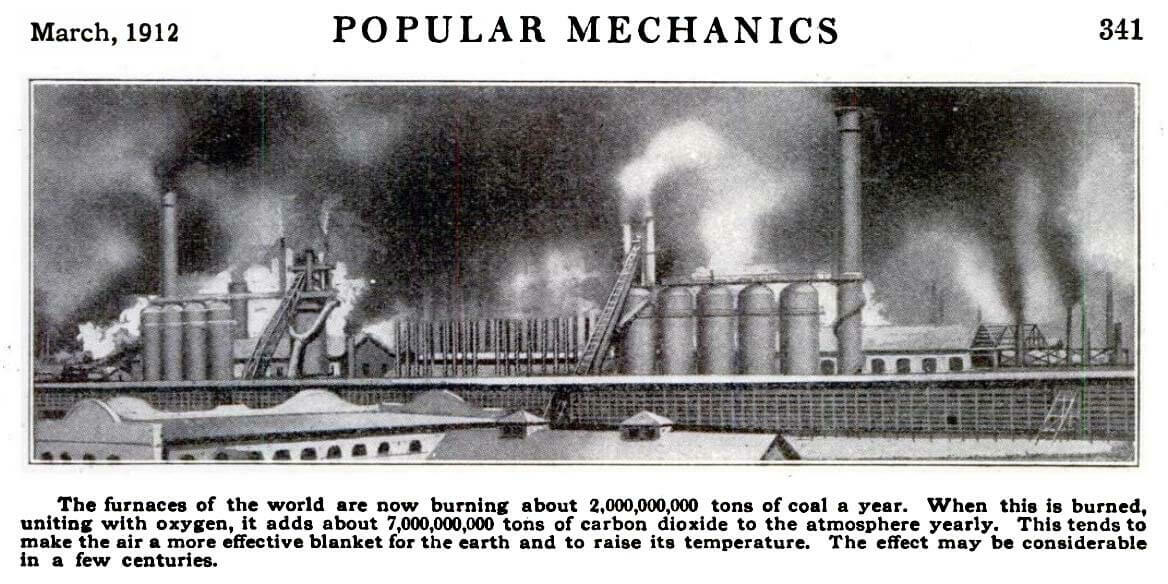
اثر گلخانه‌ای و تأثیر آن در تغییر آب و هوا در این مقاله مکانیک عامه پسند در سال ۱۹۱۲ که برای عموم مردم در نظر گرفته شده بود، به اختصار توضیح داده شد.

ارتباطات زیست‌محیطی به مطالعه و اجرای نحوه برخورد افراد، نهادها، جوامع و فرهنگ‌ها می‌پردازد که پیام‌های مربوط به محیط زیست و تعامل انسان با محیط زیست را دریافت، درک و استفاده می‌کنند. این حیطه طیف گسترده‌ای از تعامل‌ها، شامل: ارتباطات فردی، ارتباطات مجازی، تصمیم‌گیری مشارکتی و پوشش رسانه‌های زیست‌محیطی را امکان‌پذیر می‌کند. همچنین شامل ارتباطات کلامی است. در کنار این‌ها به ایجاد یک سبک متفاوت ارتباطات کمک می‌کند.
از دیدگاه عمل، الکساندر فلور ارتباطات زیست‌محیطی را به عنوان کاربرد روابط، اصول، استراتژی‌ها و تکنیک‌های ارتباطی برای مدیریت و حفاظت از محیط زیست تعریف می‌کند.

## تاریخچه

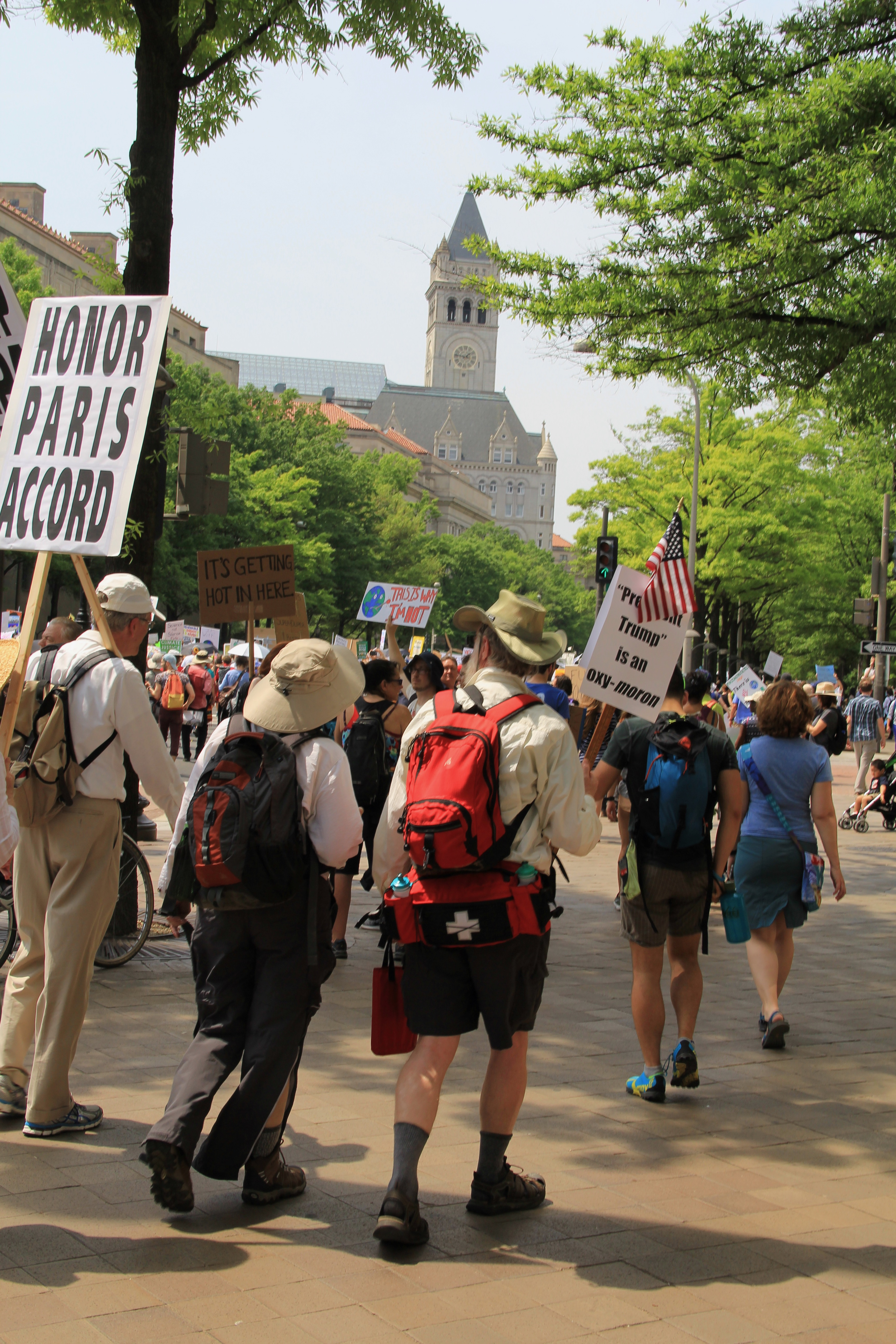
تصویری از راهپیمایی مردم در واشنگتن دی سی در سال ۲۰۱۷

ارتباطات زیست‌محیطی، در حدود دهه ۱۹۸۰ در ایالات متحده ظهور کرد. محققان با استفاده از روشی که فعالان محیط زیست با تصاویر و عبارات برای متقاعد کردن مردم خود استفاده می‌کردند، به مطالعه ارتباطات محیطی به عنوان یک نظریه مستقل پرداختند. از آن زمان، نظریه ارتباطات زیست‌محیطی به مراحل مهم و متعددی از جمله ایجاد مجله ارتباطات زیست‌محیطی در سال ۲۰۰۷ رسیده است.

## تئوری ارتباطات زیست‌محیطی
برای درک روش‌هایی که ارتباطات زیست‌محیطی بر افراد تأثیر می‌گذارند، محققان در خصوص دیدگاه افراد نسبت به محیط زیست بر این باورند که محیط زیست دیدگاه‌های افراد را در قالب‌های گوناگون شکل می‌دهد. مطالعه کلی ارتباطات زیست‌محیطی شامل این ایده است که طبیعت با انسان سخن میگوید. در این زمینه، تلاش‌ها و نظریه‌هایی به منظور درک عمیق و اساسی رابطه بین انسان و طبیعت در ارتباطات او با محیط زیست وجود دارند.